# Andreu Juanola i Galceran
Andreu Juanola i Galceran (Girona, 19 d'abril de 1989) és un locutor i humorista català. És conegut per ser el presentador del programa de ràdio independent dedicat al Futbol Club Barcelona amb to humorístic La Sotana, essent aquest el pòdcast que compta amb més mecenes de l'Estat espanyol a la plataforma Patreon i un dels primers a nivell europeu en llengua no anglesa segons Graphtreon.
El 2020, La Sotana va realitzar la primera retransmissió en català per Twitch d'un partit entre el FC Barcelona i el Reial Madrid Club de Futbol. Actualment també és presentador juntament amb Andrea Gumes del pòdcast gastronòmic La cullerada de Time Out Barcelona. Va ser col·laborador del programa de ràdio El suplement de Catalunya Ràdio fent una secció amb la periodista Alba Riera i actualment col·labora al El món a RAC1.